# Тор: Рагнарёк
«Тор: Рагнарёк» (англ. Thor: Ragnarok) — американский супергеройский фильм 2017 года режиссёра Тайки Вайтити с Крисом Хемсвортом в главной роли. Основан на комиксах Marvel о приключениях супергероя Тора. Сиквел первой и второй части, вышедших в 2011 и 2013 годах соответственно, семнадцатый фильм кинематографической вселенной Marvel, а также пятый в третьей фазе. После событий, произошедших в фильмах «Тор 2: Царство тьмы» (2013) и «Мстители: Эра Альтрона» (2015), Тор пытается сбежать с планеты Сакаар, чтобы вовремя вернуться в Асгард и остановить Рагнарёк, гибель Асгарда.
О планах снять третий фильм про Тора стало известно в январе 2014 года, когда Крэйг Кайл и Кристофер Йост начали писать сценарий. Участие Хемсворта и Хиддлстона в съёмках было подтверждено в октябре того же года. Постановщик второй части Алан Тейлор отказался снимать третью, а через год его место занял Вайтити. Руффало, сыгравший Халка в прошлых фильмах КВM, присоединился к составу актёров, что позволило создателям экранизировать элементы сюжетной линии «Планета Халка». Остальные актёры были утверждены в мае 2016 года. Об участии сценариста Эрика Пирсона стало известно в начале съёмок в июле. Съёмки проводились в Брисбене и Сиднее, а также в павильонах Village Roadshow Studios в Оксенфорде и завершились в октябре 2016 года.
Премьера картины состоялась 10 октября 2017 года в Лос-Анджелесе, а в прокат фильм 3 ноября в США. Картина заслужила благоприятные отзывы критиков. Они хвалили игру актёров, режиссёрскую работу Вайтити, экшн-сцены и юмор, причём многие критики признали «Тор: Рагнарёк» лучшей частью трилогии о Торе. Лента собрала 855 млн долларов в прокате, став самым кассовым фильмом трилогии и восьмой кассовой картиной 2017 года. Продолжение, «Тор: Любовь и гром», вышло 8 июля 2022 года.

## Сюжет
Через два года после битвы в Заковии Тор оказывается в плену огненного демона Суртура, который сообщает Тору, что его отец Один отсутствует в Асгарде. Демон объясняет, что царство скоро будет разрушено во время пророчества Рагнарёка, когда Суртур объединит свою корону с Вечным пламенем, находящимся в Сокровищнице Одина. Тор освобождается, побеждает Суртура и забирает его корону, полагая, что предотвратил Рагнарёк.
Тор возвращается в Асгард и узнаёт, что Хеймдалл больше не является хранителем Биврёста, а его отчуждённый брат Локи принял обличье Одина. После разоблачения Локи, Тор заставляет его помочь найти их отца, и они направляются на Землю, где Локи оставил Одина. Оказавшись на Земле, Локи попадает в пространственную ловушку, образованную «Верховным Чародеем» Доктором Стивеном Стрэнджем. Стрэндж приглашает Тора в Санктум Санкторум в Нью-Йорке и объясняет ему, что Один в данный момент находится в Норвегии в изгнании. Стивен, заручившись обещанием Тора вернуться в Асгард, освобождает Локи и перемещает героев в Норвегию. Один сообщает, что он умирает, и Рагнарёк неизбежен, несмотря на усилия Тора. Также Один говорит, что его смерть освободит его первенца, богиню смерти Хелу из заточения, в котором она была заперта много веков назад. Хела была лидером армий Асгарда, покорив Девять миров с Одином, но последний заключил её в тюрьму и вычеркнул из истории, наблюдая, как она становится слишком амбициозной и могущественной. Один умирает на глазах Тора и Локи, и появляется Хела, уничтожая молот Тора Мьёльнир. Она преследует братьев, когда те пытаются бежать через Биврёст, и выталкивает их с моста. Прибыв в Асгард, Хела побеждает армию и убивает «Воинственную Троицу». Затем она воскрешает древних погибших воинов, которые когда-то сражались с ней, включая её гигантского волка Фенрира, и назначает Скурджа своим палачом. Хела планирует использовать Биврёст для расширения империи Асгарда, но Хеймдалл пробирается внутрь, берёт меч, с помощью которого контролируется Мост, и начинает прятать других асгардцев.
Тор попадает на Сакаар, мусорную планету, окружённую червоточинами. Работорговец, известный как Сталкер-142, вырубает его с помощью диска послушания и продаёт его в качестве гладиатора правителю Сакаара — Грандмастеру, перед которым Локи уже как месяц заискивает. Тор узнаёт в Сталкере-142 Валькирию, одну из легендарных женщин-воительниц, погибших в сражении с Хелой в далёком прошлом. Тор вынужден участвовать в «Состязании чемпионов» и становится противником своего старого друга Халка. Вызывая молнию, Тор берёт верх, однако Грандмастер саботирует бой и обеспечивает Халку победу. Всё ещё порабощённый после боя, Тор пытается убедить Халка и Сталкера-142 помочь ему спасти Асгард, но ни один из них не желает помочь по личным причинам. Вскоре Тору удаётся сбежать из дворца и найти Квинджет, на котором Халк прибыл на Сакаар. Халк следует за Тором к Квинджету, где запись Наташи Романофф заставляет его превратиться обратно в Брюса Бэннера впервые за два года прибывания Халком.
Грандмастер приказывает Сталкеру-142 и Локи найти Тора и Халка. Между Локи и Сталкером-142 завязывается драка, и Локи узнаёт в 142-й Валькирию, заставляя её снова пережить смерть своих соратниц от рук Хелы. Решив помочь Тору, она берёт Локи в плен. Не желая отставать, Локи предоставляет группе возможность украсть один из кораблей Грандмастера. Затем они освобождают других гладиаторов, которые, подстрекаемые двумя инопланетянами Коргом и Миком, устраивают революцию. Локи снова пытается предать своего брата, однако Тор, предвидя это, обездвиживает Локи и оставляет его на Сакааре. Корг, Мик и гладиаторы вскоре находят его и освобождают от электрического кольца. Тор, Бэннер и Валькирия убегают через червоточину в Асгард, где войска Хелы нападают на Хеймдалла и остальных асгардцев из-за меча, контролирующего Биврёст. Бэннер снова превращается в Халка, побеждая Фенрира, а Тор и Валькирия сражаются с Хелой и её воинами. Прибывают Локи и гладиаторы и защищают жителей, а кающийся Скурдж жертвует собой, чтобы остальные могли спастись. Тор в борьбе с Хелой теряет правый глаз, а затем видит Одина, который помогает ему понять, что только Рагнарёк может остановить Хелу. Тор посылает Локи забрать корону Суртура и поместить её в Вечное пламя. Локи выполняет это, выкрав по пути Тессеракт из Сокровищницы. Суртур возрождается и уничтожает Асгард, убивая Хелу и себя самого. Оставшиеся асгардцы покидают разрушающийся Асгард.
На борту космического корабля «Властитель» Тор, став новым царём народа Асгарда, примиряется с Локи и решает направиться на Землю.
В первой сцене после титров Тор обещает Локи, что его попробуют принять на Земле, однако корабль асгардцев перехватывает большой космический корабль межгалактического титана Таноса «Святилище II».
Во второй сцене после титров свергнутый Грандмастер сталкивается со своими бывшими подданными.

## Команда
- Подбор актёров: Сара Хэйли Финн
- Подбор музыки: Дэйв Джордан
- Супервайзер визуальных образов: Энди Парк[англ.]
- Супервайзер визуальных эффектов: Джейк Моррисон
- Художник по костюмам: Майес С. Рубео
- Монтаж: Джоэль Негрон, Зене Бэйкер[англ.]
- Художники-постановщики: Дэн Хенна, Ра Винсент

### В ролях
| Актёр               | Роль                                                |
| ------------------- | --------------------------------------------------- |
| Крис Хемсворт       | Тор                                                 |
| Том Хиддлстон       | Локи                                                |
| Кейт Бланшетт       | Хела                                                |
| Идрис Эльба         | Хеймдалл                                            |
| Джефф Голдблюм      | Грандмастер                                         |
| Тесса Томпсон       | Сталкер-142 / Валькирия                             |
| Карл Урбан          | Скурдж / Палач                                      |
| Марк Руффало        | доктор Брюс Бэннер / Халк                           |
| Энтони Хопкинс      | Один                                                |
| Бенедикт Камбербэтч | доктор Стивен Стрэндж                               |
| Тайка Вайтити       | Корг / Суртур (захват движения)                     |
| Рэйчел Хаус         | Топаз                                               |
| Клэнси Браун        | Суртур (голос)                                      |
| Таданобу Асано      | Огун                                                |
| Рэй Стивенсон       | Вольштагг                                           |
| Закари Ливай        | Фандрал                                             |
| Люк Хемсворт        | актёр в роли Тора                                   |
| Мэтт Деймон         | актёр в роли Локи                                   |
| Сэм Нилл            | актёр в роли Одина                                  |
| Стэн Ли             | парикмахер на Сакааре (камео)                       |
| Скарлетт Йоханссон  | Наташа Романофф / Чёрная вдова (архивные материалы) |

| |  |  |  |  |  |  |
| Актёрский состав: Крис Хемсворт, Том Хиддлстон, Кейт Бланшетт, Джефф Голдблюм, Тесса Томпсон, Карл Урбан и Марк Руффало |  |  |  |  |  |  |

## Производство

### Замысел
Продвигая фильм «Тор 2: Царство тьмы» в октябре 2013 года, Крис Хемсворт указал, что в его контракте имеется ещё две картины о Мстителях и одна о Торе. Кроме того, актёр рассказал, что будет рад продолжить играть Тора, если люди захотят увидеть большего. Также в этом месяце продюсер Кевин Файги отметил, что некоторые элементы, показанные в конце «Царства тьмы», намекают на создание третьего фильма, добавив, что у Marvel определённо есть история, которую они хотят рассказать. В январе 2014 года Marvel объявил, что Крэйг Кайл и Кристофер Йост займутся сценарием картины. В октябре 2014 года, говоря о фильме «Мстители: Эра Альтрона», Хемсворт заявил, что его следующим фильмом будет не «Тор 3».
28 октября 2014 Файги объявил, что картина будет называться «Тор: Рагнарёк» и выйдет на экраны 28 июля 2017 года, а Хемсворт и Том Хиддлстон вновь исполнят роли Тора и Локи. Файги назвал фильм очень важной лентой третьей фазы киновселенной Marvel и заявил, что действие «Тора: Рагнарёк» разворачивается после событий, рассказанных в «Эре Альтрона». Он также подтвердил, что в контексте фильма слово Рагнарёк означает «конец всего сущего». В феврале 2015 года Marvel перенёс премьеру картины на 3 ноября 2017 года. В апреле Файги охотно ждал, когда Йост и Кайл завершат работу над сценарием. Месяц спустя Файги заявил, что режиссёр, дополнительный сценарист и дальнейшие объявления о кастингах станут известны к концу лета, а съёмки начнутся в июне 2016 года. Также в июне режиссёр «Царства тьмы» Алан Тейлор заявил о своём намерении не возвращаться к работе над третьим фильмом: «Опыт, пережитый на съёмках у Marvel, был особенно болезненным, потому что мне вроде как дали творческую свободу на время съёмок, но во время постпродакшна отснятый материал превратился в совсем другой фильм. Надеюсь, у меня это больше не повторится. И никому не желаю пережить такое». Во время фестиваля San Diego Comic-Con International в 2015 году, Джейми Александер сказала, что её персонаж леди Сиф появится в крайне важной части фильма.
К октябрю 2015 года Тайка Вайтити вступил в переговоры насчёт постановки «Тора: Рагнарёк». Кроме Вайтити на пост режиссёра рассматривали Рубена Флейшера, Роба Леттермана и Роусона Маршалла Тёрбера. Marvel представил будущим режиссёрам десять различных идей, которые у студии были для фильма, попросив их всех вернуться с более чётким представлением того, как должна выглядеть экранизация. Позже в этом месяце Марк Руффало переговаривался с Marvel насчёт возвращения на роль Брюса Бэннера / Халка, а Вайтити утвердили на пост режиссёра картины. Министр иностранных дел Австралии Джули Бишоп объявил, что съёмки будут проходить в разных местах по всему штату Квинсленд, в том числе на киностудии Village Roadshow Studios. По словам премьер-министра Аннастасии Палащук, производство затратит больше, чем $ 100 млн и задействует более 750 членов экипажа Квинсленда. Несколько дней спустя Руффало подтвердил своё участие в кинокартине.
Продюсер Брэд Уиндербаум отметил, что идея включить Халка в фильм появилась на ранней стадии, а команда по производству смотрела на «Планету Халка» как на вдохновение. В декабре 2015 года Стефани Фолсом привлекли к работе над сюжетом картины. В последний раз Халка видели в конце сюжета «Эры Альтрона», где громила улетел на Квинджете, который должен был оказаться возле Сатурна. Файги сказал, что было решено сохранить местоположение на Земле и оставить его судьбу неясной, чтобы развеять слухи о том, что фильм, основанный на «Планете Халка», находится в разработке, который Marvel Studios не планировал адаптировать в это время. Начав работу над третьим фильмом о Торе, Файги отметил желание сделать что-то совершенно другое с Тором. Файги продемонстрировал, что действие картины будет происходить в космосе и что в фильме будет представлено очень мало Земли. Он добавил, что только три сцены происходит на Земле, а остальные 80-90 процентов сюжета будет происходить в космосе.

### Подготовка

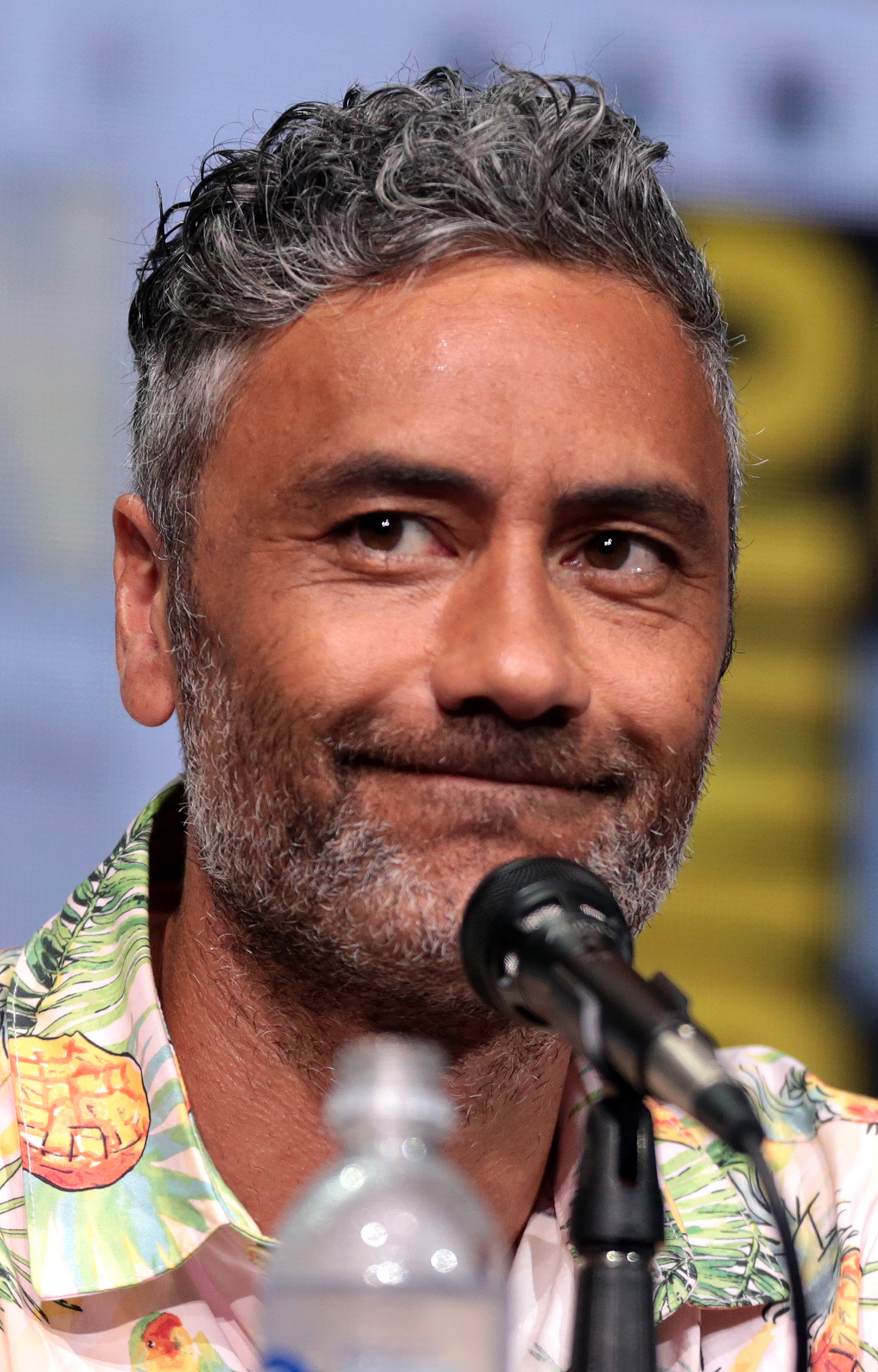
Режиссёр Тайка Вайтити на San-Diego Comic-Con в 2017 году

Пре-продакшн картины начался в январе 2016 года. В это же время Руффало охарактеризовал ожидаемую картину как «роуд-муви» и указал, что дополнительные съёмки будут проходить в Сиднее. Вайтити сообщил, что он немного работал над скриптом ленты, в основном добавляя юмор к сценарию. В мае Кевин Файги подтвердил, что Натали Портман, исполнявшая роль Джейн Фостер, не появится в картине, поскольку Тор расстался с ней перед событиями «Рагнарёка». В начале июня Marvel Studios объявил, что съёмки стартуют 4 июля 2016 года, а компания Weta Workshop займётся созданием реквизита для фильма.
Прежде чем декорации, созданные для фильма «Доктор Стрэндж», были снесены, Вайтити воспользовался ими, написав сценарий и сняв сцену для «Тора: Рагнарёк», в которой Тор встретился со Стивеном Стрэнджем Бенедикта Камбербэтча. По мнению Marvel и режиссёра «Доктор Стрэнджа» Скотта Дерриксона, сцена получилась идеальной, чтобы продемонстрировать, как Стрэндж присоединился к более широкому полю КВМ после своего первого появления в этом фильме, поэтому сцена появляется после титров картины. Вайтити проводил консультации с физиком-теоретиком Клиффордом Джонсоном, который ранее консультировался на съёмках второго сезона сериала «Агент Картер». Физик курировал в фильме вопросы космических путешествий, а режиссёр позволил Джонсону просмотреть ранние черновики сценария. События «Тора: Рагнарёк» происходят через четыре года после «Царства тьмы», два года после «Эры Альтрона», и примерно в то же время, что и события «Первого мстителя: Противостояния» и «Человека-паука: Возвращения домой». По словам продюсера Брэда Виндербаума, события третьей фазы происходят друг за другом и не взаимосвязаны, как в первой фазе.

### Подбор актёров
В декабре 2015 года Кейт Бланшетт вступила в переговоры об участии в картине. В апреле следующего года Тесса Томпсон присоединилась к актёрскому составу. В мае Marvel объявил, что актёрский состав пополнили Карл Урбан, Джефф Голдблюм, Бланшетт и Томпсон. Пресс-релиз также подтвердил, что Идрис Эльба и Энтони Хопкинс вернутся к ролям Хеймдалла и Одина, соответственно, из предыдущих картин. Джейми Александер сказала в начале марта, что она не уверена, появится ли её персонаж в фильме из-за занятости на съёмках сериала «Слепая зона», однако актриса ответила в своём Твиттере, что фанатам не стоит переживать, после того, как Marvel не упомянул её имя в пресс-релизе. Александер в конечном итоге не появилась в фильме.
Карлу Урбану досталась роль Скурджа, воина Асгарда, который служит Хеле и охраняет мост Беврёста за отсутствием Хеймдалла. Актёр побрил себе голову, дабы соответствовать образу персонажа, хотя при этом он отметил, что зрители не увидят его тело в этом фильме под костюмом, который у него есть, но для него было важно ощутить свою роль. Касательно сотрудничества Хелы и Скурджа, Урбан охарактеризовал это как «рабочие отношения» и сказал: «Я думаю, что он заключил сделку с дьяволом. И вот когда шины встречаются с дорогой … Он её приспешник. Он делает грязную работу. И это то, что ему поручено — мой персонаж играет на своей совести, и он переступил некую моральную черту».
Джефф Голдблюм сыграл Грандмастера, одного из Старейшин Вселенной, очарованного игрой и удачей, который руководит планетой Сакаар и доставляет удовольствия[кому?] манипулировать с меньшими формами жизни. «Мой персонаж — гедонист, искатель удовольствий, который наслаждается жизнью, вкусами, запахами», — рассказывает актёр о характере своего героя. Голдблюм также отметил, что Вайтити поощрил его импровизацию, чтобы актёр создал свой образ персонажа. Вайтити пояснил, что Грандмастер не имеет синей кожи в фильме, как в комиксах, потому что Голдблюм уже воплощал роль синекожего персонажа в картине «Земные девушки легко доступны».
Кейт Бланшетт воплотила образ Хелы, гнусной перворождённой дочери Одина и богини смерти, основанной на божестве Хель, которая была непреднамеренно освобождена из тюрьмы. «Она тысячелетиями была лишена свободы, что совсем не улучшило её характер. И вот в результате ошибки она освобождена и совсем не горит желанием возвращаться обратно», — говорит Бланшетт о своём персонаже. Головной убор Хелы можно использовать в качестве оружия, Хела может выращивать оружие из разных частей тела. Бланшетт работала с каскадёршей Зои Белл, которая учила актрису выполнять движения капоэйры для подготовки к роли. Актриса также работала с Люком Зоччи, личным тренером Хемсворта.
Тессу Томпсон взяли на роль Валькирии, воительницы Асгарда, бывшего члена элитных войск Одина, которая теперь работает охотником за головами и образовала деловые отношения с Грандмастером, скрываясь на планете Сакаар. Персонаж Томпсон основан на мифологическом существе Брюнхильде. О включении Валькирии в фильм Файги сказал: «Нам хотелось, чтобы Тор встретил кого-то равного ему и чтобы отношения с Джейн показали его эволюцию со времени „Царства тьмы“ до „Рагнарёка“. Мы хотели столкнуть Тора с персонажем, который будет больше похож на него, чем Джейн». Томпсон также появится в будущих фильмах Marvel.
К концу сентября 2016 года Сэм Нилл, который работал с Вайтити в «Охоте на дикарей», подтвердил своё участие в фильме. Вскоре после этого Вайтити тизерил включение персонажа Корга в фильм, которого режиссёр изображает с помощью технологии захвата движения. Персонаж Вайтити является одним из друзей Тора на Сакааре и отметил: «Мы хотели изменить идею о том, каким может быть неуклюжий парень, сделанный из камней. Он огромный и тяжёлый, но с лёгкой душой. Мы хотели сделать его смешным и исходной точкой входа в этот мир. И Тору нужны друзья». Вайтити произносил тихий голос Корга на полинезийских вышибалах. В феврале 2017 года Рэйчел Хаус заявила, что сыграла Топаз. В конце июля того же года Вайтити сказал, что сыграл демона Суртура в костюме для захвата движения, и что персонажа озвучил Клэнси Браун. Кроме того, Таданобу Асано вернулся к роли Огуна в фильме.

### Съёмки

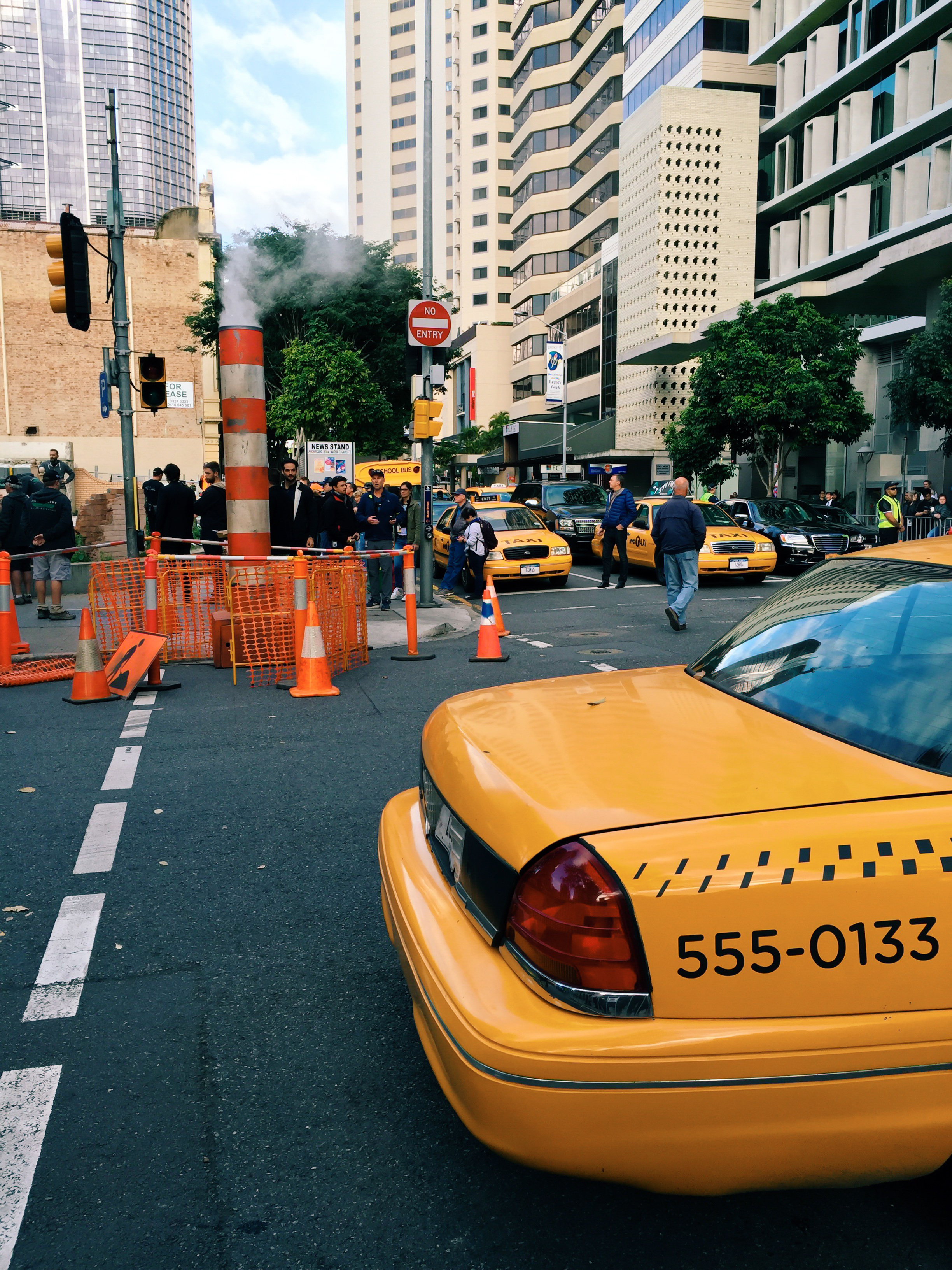
Съёмки «Тора: Рагнарёк» в центральном деловом районе Брисбена, который придаёт сходство с Нью-Йорком.

Съёмки стартовали 4 июля 2016 года в киностудии Village Roadshow Studios, расположенном в Австралии. При работе над фильмом были задействованы все девять павильонов. Хавьера Агирресаробе привлекли на позицию оператора, а Дэна Хенна на художника-постановщика. Дополнительные съёмки ленты проходили в Квинсленде, а также в Сиднее. В начале съёмок стало известно, что Эрик Пирсон прилагается в качестве сценариста картины, при этом Marvel указал, что сюжет фильма был задуман Кайлом, Йостом и Фолсом.
Позже в июле, относительно сюжета картины, Вайтити сказал, что его трудно было определить. Режиссёр не мог понять, как фильм будет отличаться от первых частей Тора, однако подчеркнул, что сценарий и сюжет картины менялся. Позже Вайтити назвал киноленту научным фэнтези и фантастикой 70-х / 80-х годов, а также отметил, что при работе над картиной на него большое влияние оказал фильм «Большой переполох в маленьком Китае». Режиссёр черпал вдохновение из таких фильмов, как «Сорок восемь часов», «Уитнэйл и я», а также «Самолётом, поездом и автомобилем». Концепт-арт, показанный на конвенте, подтвердил появление демона Суртура и волка Фенрира в фильме.
Вайтити, являющийся одним из Маори, нанял коренных австралийцев, а также новозеландцев, заявив: «Вы несёте ответственность перед коренным населением. Вы приезжаете в страну и приносите деньги в экономику и создаёте рабочие места, но я думаю, что у вас есть ещё большая ответственность заботиться о людях, у которых меньше возможностей». Он добавил, что наличие этих людей в команде очень похоже на семью, а также помогает успокоить режиссёра и заставить его чувствовать себя расслабленным. Коренные и аборигены были наняты в рамках инициативы Департамента коренного населения Screen Australia, задача которого заключается дать аборигенам и жителям островов Торресова пролива шанс попасть в киноиндустрию. Съёмки проходили в центральном деловом районе Брисбена с 22 по 25 августа. Для съёмок картины район Брисбена был перекрыт — для того, чтобы придать сходство с Нью-Йорком.
В середине октября, отвечая на вопросы пользователей Reddit, Вайтити надеялся включить в фильм члена Корпуса Нова Романна Дея из «Стражей Галактики», однако у режиссёра не было никакого реального способа сделать это. Съёмки завершились 28 октября 2016 года, а Вайтити во время прямой трансляции в Facebook продемонстрировал, что пришельца по имени Мик, который появится в фильме, никто не играет, поскольку персонаж не умеет говорить. По словам Вайтити, почти 80 процентов диалогов в фильме являются импровизированными. Это было сделано для того, чтобы придать весьма свободное и правильное настроение актёрам с попыткой воспроизвести тон и восприимчивость из кинокартин, снятых самим Вайтити. «Мой стиль работы заключается в том, что я часто нахожусь за камерой или рядом с камерой, а люди кричат: „Скажи, скажи! Скажи это здесь!“», — заявляет режиссёр.

### Постпродакшн
В декабре 2016 года Вайтити подтвердил, что планета Сакаар, которая фигурирует в сюжетной линии «Планета Халка», появится в фильме. «Сакаар является просто безумным футуристическим местом, где произойдут важные сюжетные сдвиги и сдвиги для персонажей», — сказал режиссёр. Вайтити также добавил, что визуальный стиль одного из создателей Тора Джека Кёрби оказал большое влияние на создание картины. Через месяц Вайтити подчеркнул, что его целью было изобрести франшизу «Тор» заново, сказав: «Многое из того, что мы делали, было завязано на разрушении того, что нам показали в других фильмах серии. Многие персонажи предстанут перед зрителями в ином свете. Можно сказать, что это первый фильм о Торе». Несмотря на это, «Рагнарёк» послужит прелюдией к событиям «Мстителей: Войны бесконечности». В июле 2017 года в Атланте проходили дополнительные трёхнедельные съёмки картины, включая сцен после титров. Первая сцена, показанная после титров, представляет космический корабль «Sanctuary II», принадлежащий Таносу, злодею «Мстителей: Войны бесконечности».
Также во время пересъёмок сменили локацию сцены, где Тор и Локи находят Одина на Земле, и Хела впоследствии уничтожает молот Тора. Первоначально планировалось, что эпизод будет проходить в переулке Нью-Йорка, Вайтити решил, что окружающая среда отвлекает от эмоций сцены, и поэтому действие эпизода стало происходить в Норвегии. Джоэль Негрон и Зене Бэйкер работали монтажёрами фильма.
Визуальные эффекты были созданы студиями Industrial Light & Magic (ILM) в Сан-Франциско и Vancouver studios при поддержке Base FX, Animatrik и Virtuos; Framestore; Method Studios в Ванкувере; Digital Domain; Rising Sun Pictures; Luma Pictures; D Negative; Iloura; Image Engine; Trixter; The Secret Lab; WhiskeyTree Inc; Fin Designs + Effects и Perception. Работа над превизуализацией была представлена The Third Floor и Day for Nite. В целях помочь оживить Халка, человек на съёмочной площадке был покрашен в зелёный цвет и передавал все движения персонажа для оказания помощи художникам визуальных эффектов. Rising Sun Pictures подготовили более 170 кадров с визуальными эффектами к «Тору: Рагнарёк», включая флешбэк с участием Валькирии. Сюрреалистический эфирный вид этого эпизода был обеспечен благодаря сочетанию захвата движения, компьютерной графики, высокоскоростной передачи кадров с частотой 900 кадров в секунду и специальной 360-градусной осветительной установкой, содержащей 200 стробоскопов для омывания сцены в волнообразных узорах света и тени.

## Музыка
В августе 2016 года Марк Мазерсбо был нанят для записи музыки к фильму. Вайтити мог бы попросить группу Queen поработать над саундтреком к фильму, если бы их вокалист Фредди Меркьюри был всё ещё жив. Дополнительная музыка, представленная в фильме, включает в себя «Immigrant Song» от Led Zeppelin и «Pure Imagination» из кинокартины «Вилли Вонка и шоколадная фабрика». В фильме также используются темы Патрика Дойла и Брайана Тайлера, написавших музыку к «Царству тьмы» и «Эре Альтрона», а также тема Джо Харнелла «The Lonely Man» из телесериала 1978 года «Невероятный Халк». Hollywood Records выпустил саундтрек к фильму в цифровом формате 20 октября 2017 года, и на дисках — 10 ноября.

## Прокат

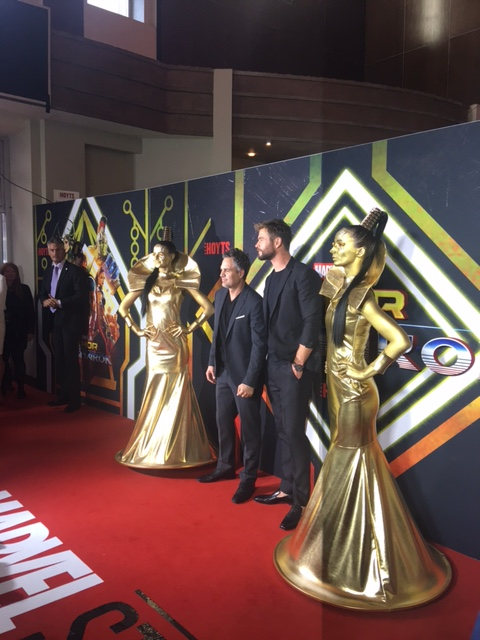
Марк Руффало (слева от центра) и Крис Хемсворт (справа от центра) на Сиднейской премьере «Тора: Рагнарёк»

Мировая премьера «Тора: Рагнарёк» состоялась 10 октября 2017 года в театре Эль-Капитан в Лос-Анджелесе, в Австралии — 13 октября. Лента вышла в широкий прокат 25 октября 2017 года. В Великобритании картина вышла 24 октября, в Австралии — 26 октября, в России — 2 ноября, а также в США — 3 ноября в формате 3D, IMAX и IMAX 3D. Изначально предполагалось, что лента выйдет на экраны 28 июля 2017 года.

### Маркетинг

Гладиаторские доспехи Халка, выставленные на San Diego Comic-Con International в 2016 году

На конвенте San Diego Comic-Con 2016 была выставлена физическая модель гладиаторских доспехов Халка. Кроме того, были показаны концепт-арт и «псевдодокументальная» короткометражка, снятая самим Вайтити под названием «Команда Тора». Сюжет, который повествует о том, чем Тор и Бэннер занимались во время событий, представленных в фильме «Первый мститель: Противостояние». В сети короткометражка стала доступна в августе 2016 года. «Команда Тора: Часть 2» была выпущена на домашних носителях фильма «Доктор Стрэндж» в феврале 2017 года. На конвенте CinemaCon 2017 демонстрировался видеоматериал и концепт-арт к фильму.
10 апреля 2017 года в сети появился первый тизер-трейлер. По мнению Сэнди Шефер из Screen Rant, тизер стал хорошим стартом, поскольку фильм стремительно разрабатывает высокие ставки, а также имеет отчётливо игривую атмосферу под песню группы Led Zeppelin «Immigrant Song». После просмотра тизера Чайм Гартенберг из The Verge отметил, что «между экстравагантными костюмами, диким макияжем и яркой эстетикой 80-х годов, возможно, это может быть самый странный фильм от Marvel на сегодняшний день». Тизер-трейлер посмотрели 136 миллионов раз за 24 часа, однако в общем зачёте он оказался лишь третьим. Впереди него «Форсаж 8» (139 миллионов просмотров) и «Оно» (197 миллионов просмотров). Таким образом, он стал самым популярным среди всех проектов студии Disney и Marvel за этот период, он превзошёл «Красавицу и чудовище» (127 миллионов просмотров) и «Первый мститель: Противостояние» (94 миллиона просмотров). Фраза «друг с работы», которую Тор проговаривает в тизере, была предложена мальчиком из программы фонда Make-A-Wish, посетившей съёмочную площадку фильма.

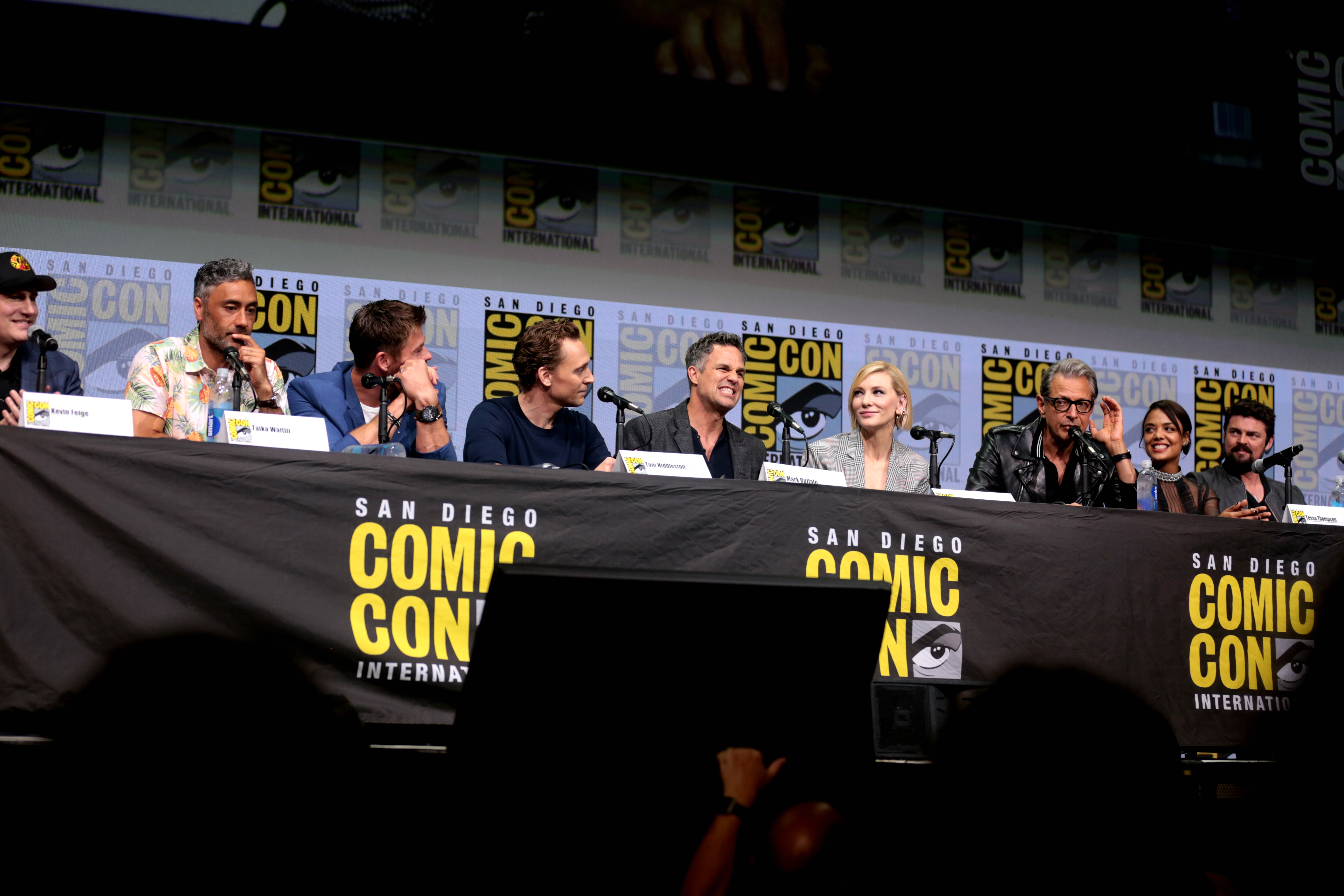
Кевин Файги, Тайка Вайтити и актёрский состав «Тора: Рагнарёк» на San Diego Comic-Con International в 2017 году

Реквизиты и костюмы из фильма были показаны на выставке D23 Expo 2017 вместе с наборами декорации для фотосессии. Костюмы также были представлены в 2017 году на San Diego Comic-Con, где Вайтити, Хемсворт, Хиддлстон, Бланшетт, Руффало, Голдблюм, Томпсон, Урбан и Хаус продвигали фильм. Были показаны эксклюзивные отрывки из фильма, а также новый трейлер. По мнению Итана Андертона из /Film, сочетание комедии и яркого динамичного экшена, показанного в трейлере считается невероятным. Он также наслаждался притяжением между Хемсвортом и Руффало, тем более, что у Халка теперь достаточно словарного запаса, чтобы вести разговор, Итан почувствовал, что Хела выглядит как злодей, который мог соперничать с Локи в своём величии. В целом, Андертон отметил, что «Рагнарёк» легко смотрится, как будто это до сих пор лучшее приключение Тора. Хэли Футч из Collider была влюблена в этот трейлер и во всё, что есть в картине. Она отметила:

Трейлер демонстрирует остросюжетное зрелище, которое в значительной степени прыгает сквозь экран с пропульсивным действием, живой краской и частичками юмора… Вайтити охватывает нереальные и глупые элементы Тора и переводит их в захватывающее кино. И, честно говоря, в этом трейлере имеется тонна потрясающего здорового дерьма. Бланшетт истребляет, притяжение между Халком и Тором выглядит фантастичней, но в ядре есть несогласованная команда друзей-врагов.Оригинальный текст (англ.)The trailer teases an action-packed spectacle that’s pretty much jumping through the screen with propulsive action, vibrant color, and moments of humor... Waititi is embracing the fantastical and goofy elements of Thor and translating them into thrilling cinema. And frankly, a ton of fantastically cool shit happens in this trailer. Blanchett is slaying, the chemistry between Hulk and Thor is fantastic, and there’s a mismatched team of frienemies at the core.
— 
Жермен Люсье из io9 назвал трейлер двух с половиной минутным шаром экшена, неотразимости, юмора и безумия, которые могут сделать самый весёлый трейлер фильма Marvel, что зрители когда-либо видели. Кроме трейлера был также показан постер, который был высоко оценён и назван «довольно потрясающим», «безумно красочным», «идеально симметричным» и «великолепным». Мэтт Голдберг из Collider сказал: «Используя яркие цвета и большое количество персонажей … действительно заставляет вас понять, что этот фильм о Торе будет радикально отличаться от первых двух». Благодаря презентации на Comic-Con «Тор: Рагнарёк» сгенерировал более 264,000 новых обсуждений в социальных сетях с 17 по 23 июля.
В августе 2017 года Marvel, в сотрудничестве с Dolby Laboratories, Synchrony Bank, американской ассоциацией содействия развитию науки (ААСРН), Broadcom Masters и общество науки и общественности, объявил, что конкурс «Superpower of STEM Challenge», сфокусированный на женщин в возрасте от 15 до 18 лет в области НТИМ (наука, технология, инженерия и математика), заключается в создании оригинального проекта «Сделай сам», который можно было бы использовать в других целях, что может помочь своей семье, сообществу или миру быть более безопасным, здоровым или счастливым. Пять победителей будут присутствовать на мировой премьере «Тора: Рагнарёк» в Лос-Анджелесе, а также посетят экскурсию по Walt Disney Studios и получат $ 500 на сберегательный счёт от Synchrony Bank, причём единственный победитель конкурса примет участие в захватывающем трёхдневном наставничестве в Нью-Йорке с Disney Imagineering для укрепления истории НТИМ, создав видео о сотрудниках категории специалистов, в котором учат других молодых людей, как воссоздать их победивший проект (который также был размещён на веб-сайте ААСРН ScienceNetLinks.com), и возможность продемонстрировать проект на шоу Good Morning America. Согласно данным медиа-измерительной фирмы ComScore и её службы PreAct, «Рагнарёк» вновь стали обсуждать в социальных сетях. Новый ролик поединка Тора и Халка, выпущенный в тот же день, что и схватка между Флойдом Мэйвезером и Конором Макгрегором, помог сгенерировать 57,000 новых обсуждений за неделю. На данный момент общее количество обсуждений фильма в социальных сетях достигло более 850,000.

## Реакция

### Кассовые сборы
«Тор: Рагнарёк» собрал в мировом прокате $ 855 301 806 при бюджете в $ 180 млн. Сборы в США и Канаде составляют $ 315 058 289, в других странах — $ 540 243 517.
Согласно раннему прогнозу от журнала BoxOffice, стартовые сборы ленты в домашнем прокате могут превысить $ 100 млн за первые выходные, а общее число сборов может составить $ 250 млн в зарубежных странах. Через неделю с момента его премьеры прогнозы были увеличены до $ 125 млн. «Тор: Рагнарёк» является самой ожидаемой картиной осени по версии компании Fandango.
«Тор: Рагнарёк» заработал $ 46,5 млн в свой первый день проката в США и Канаде (включая $ 14,5 млн из вечерних предпоказов в четверг), а общее число сборов за уик-энд составили $ 122,7 млн, показав шестой результат за всю историю среди ноябрьских премьер. IMAX принесли $ 12,2 млн, показав второй результат среди релизов текущего года и третий среди ноябрьских премьер. Доход фильма в воскресенье ($ 32,1 млн) показал второй лучший результат по воскресным сборам в ноябре после «Голодные игры: И вспыхнет пламя» ($ 34,5 млн).
Крупнейшими рынками фильма являются Китай ($ 112,2 млн), Великобритания ($ 40,9 млн) и Южная Корея ($ 35,1 млн).

### Рейтинги
На сайте Rotten Tomatoes рейтинг «свежести» фильма составляет 92 % со средним рейтингом 7.5/10 на основе 333 отзывов, из которых 306 — положительные, а оставшиеся 27 — отрицательные. Критический консенсус сайта гласит: «Захватывающий, смешной, а главное — весёлый „Тор: Рагнарёк“ — это красочное космическое приключение, которое устанавливает новый стандарт и для франшизы, и кинематографической вселенной Marvel в целом». На сайте Metacritic, где оценки выставляются на основе среднего арифметического взвешенного, средний рейтинг фильма составляет 74 балла из 100 на основе 51 отзыва, что указывает на благоприятные отзывы.

### Критика
Мэтт Золлер Сэйтц из сайта RogerEbert.com дал фильму три из четырёх звёзд, высоко оценив актёрскую игру Хемсворта: «Когда он запинается и спотыкается, он немного похож на Кэри Гранта. И когда он играет более или менее прямолинейно, есть средняя склонность к его реакциям». Питер Дебрюдж из Variety сказал: «„Тор: Рагнарёк“ — лучший из трёх фильмов о Торе, или, возможно, мне кажется лишь потому, что в кои-то веки я и сценаристы сошлись на одном: фильмы о Торе — это нелепица», однако высоко оценил актёрскую игру Голдблюма. Манола Даргис из The New York Times назвала сюжет ленты банальной зарослью потасовки, махинаций и полезных совпадений, добавив, что Marvel мог бы стать мрачным, смелым и суровым, но это не его экранный образ, вместо этого чтобы показать персонажа как игриво выдержанную шутку. Хотя она высоко оценила актёрскую игру Хемсворта как более счастливую и более расслабленную в «Рагнарёке», чем в предыдущих частях о Торе, назвав её самым верным достижением Вайтити.
Редактор сайта Film.ru Борис Иванов смог благоприятно отнестись к картине, которая демонстрирует более красочное смешное шоу, чем «Стражи Галактики. Часть 2» Джеймс Ганна, однако отрицательно высказался об образе Хелы в исполнении Бланшетт.

### Награды и номинации
| Премия           | Категория                            | Номинант                       | Результат |
| ---------------- | ------------------------------------ | ------------------------------ | --------- |
| «Выбор критиков» | Лучший экшн-фильм                    |                                | Номинация |
| «Выбор критиков» | Лучший комедийный актёр              | Крис Хемсворт                  | Номинация |
| «Выбор критиков» | Лучшие визуальные эффекты            |                                | Номинация |
| MTV Movie Awards | Лучший бой                           | Крис Хемсворт vs. Марк Руффало | Номинация |
| MTV Movie Awards | Scene Stealer                        | Тайка Вайтити                  | Номинация |
| «Сатурн»         | Лучший фильм, основанный на комиксах |                                | Номинация |
| «Сатурн»         | Лучшая женская роль второго плана    | Тесса Томпсон                  | Номинация |

## Сиквел
В январе 2018 года контракт Хемсворта с Marvel закончился после фильма «Мстители: Финал», но актёр заявил о желании вновь сыграть Тора, если появится хороший сценарий к фильму. В тот момент Хемсворт и Вайтити вместе обсуждали идеи для четвёртого фильма про Тора. В апреле 2019 года режиссёр начал переговоры по поводу съёмок. В июле Вайтити подписал контракт об участии в качестве сценариста и режиссёра фильма под названием «Тор: Любовь и гром». Также стало известно об участии Натали Портман в роли Джейн Фостер, которая в предстоящей кинокартине возьмёт на себя роль Тора-женщины, и Томпсон (Валькирия), чья бисексуальность может сделать её первой ЛГБТ-героиней в КВМ. В октябре 2019 года Тайка Вайтити подтвердил своё возвращение к роли Корга в кинокомиксе. В январе 2020 года Кристиан Бейл начал переговоры о съёмках в картине. В феврале Дженнифер Робинсон получила должность сценариста. В марте Томпсон подтвердила, что Бейл сыграет злодея в фильме.